# Föltámadott a tenger
A Föltámadott a tenger – Petőfi és Bem 1953-ban bemutatott, kétrészes, színes magyar játékfilm. A film története az 1848–49-es forradalom és szabadságharc eseményeit dolgozza fel a forradalom kitörésétől a nagyszebeni győzelemig.

## Történet

### Első rész
A film története 1848 márciusában indul a Kiskunság egyik kis falujában, Szárazberky földesúr birtokán. Márton bácsi az istállóban beszél és olvas a köré gyűlt parasztoknak a szabadságról, a hazáról és Táncsics Mihályról. Hajdu Gyurka is meghallja őket, s ő is csatlakozik a hallgatósághoz. A következő jelenetben már március 14-én vagyunk Pesten. Helyszín: a Pilvax-kávéház, a márciusi ifjak a 12 pontot fogalmazzák, Petőfi a Nemzeti dalt írja. A bécsi hajó befutása után felgyorsulnak az események. A pozsonyi ifjúság küldötte hozza a hírt, hogy Bécsben kitört a forradalom, s Pesten is elindulnak az események. Kinyomtatják a 12 pontot és a Nemzeti dalt, s a szakadó esőben március 15-én délután Petőfi szavalatát hallgatja az összegyűlt nép a Magyar Nemzeti Múzeum előtt. Majd a tömeg elindul kiszabadítani Táncsics Mihályt. A forradalom győzött. Jellasich horvát bán dél felől megtámadja az országot. A parasztok sorra állnak be a honvédseregbe a hír hallatára. Hajdu Gyurka is otthagyja faluját, s beáll honvédnek. A Képviselőházban eközben a felállítandó hadseregről folyik a vita. Megérkezik Kossuth Lajos. Beszédének hatására a képviselők megadják a szükséges pénzt a felállítandó hadsereghez. A paraszthadsereg Jellasich seregeit megfutamítja, s egészen Bécsig üldözi. A Császárváros előtt azonban megáll, s nem vonul be az osztrák fővárosba. A magyar katonai vezetés között találjuk Petőfit is, aki minden erejét latba vetve azért küzd, hogy a honvédsereg vonuljon be Bécsbe. Bécsben eközben újabb forradalom tör ki, de a magyar sereg nem mozdul. Mire az indulásra vonatkozó parancs megérkezik, már késő. Prágából megérkezik Windisch-Grätz herceg serege, s az összecsapás a magyar sereg vereségével végződik. Novemberben Kossuth pozsonyi szállása a film következő helyszíne, ide érkezik Bem József tábornok, akit Kossuth a magyar sereg fővezérévé nevez ki. Bem Erdélybe utazik, s átveszi az ottani hadak irányítását.

### Második rész
„1848. december. Az ország nehéz helyzetében Petőfi a maga igazával mindinkább egyedül marad. Mint egyszerű kiképzőtiszt kap csak helyet Debrecenben.” Ezzel a két mondattal indul a második rész. Petőfi elhatározza, hogy csatlakozik Bemhez. 1849 januárjában Görgei Artúr feladja az ország fővárosát, a kormány és az Országgyűlés Debrecenbe menekül. Erdélyből győzelmi jelentések érkeznek, Bemnek sikerül Erdély nagy részéből kivernie az osztrák csapatokat. Petőfi elindul Bemhez. Útján Hajdu Gyurka kíséri. Közben Nagyszebenben Puchner tábornok a magyarok ellen lázítja az egyházi hatalmasságokat. Segítséget ad ebben a császári titkosrendőrség is. Falvakat gyújtanak fel, s közben azt terjesztik: a magyarok tették. Gyurka és Kicsi Gergely elindul Gábor Áronhoz, hogy ágyúkat öntessenek Bem seregének. A visszafelé vezető úton azonban császári csapatok támadják meg őket. Hogy az ágyúkat megmentsék, Gyurka hátramarad, s egyedül áll ellen. Ez azonban az életébe kerül. Az ágyúk megérkeznek Bem táborába, s ez segíti hozzá a magyar sereget a győzelemhez. A győztes csata után Bem József köszönetet mond a katonáknak, s a halott Hajdu Gyurkát kitüntetik. A győztes nagyszebeni csatával véget ér a film cselekménye.

## Szereplők

### Főszereplők
- Petőfi Sándor – Görbe János
- Bem József – Makláry Zoltán
- Kossuth Lajos – Básti Lajos
- Görgei Artúr – Szakáts Miklós
- Szendrey Júlia – Ferrari Violetta
- Vasvári Pál – Darvas Iván
- Irinyi József – Molnár Tibor
- Hajdu Gyurka, parasztlegény – Szirtes Ádám
- Kicsi Gergely, székely közhuszár – Mádi Szabó Gábor
- Ifj. Szárazberky, köznemes – Dömsödi János
- Zichy gróf – Apáthi Imre
- Gróf Kolowrath – Balázs Samu
- Jellasich – Bárdy György
- Kovács – Basilides Zoltán
- Gábor Áron – Bessenyei Ferenc
- Hajdu Gyurka apja – Bihari József
- Táncsics Mihály – Bodor Tibor
- Jókai Mór – Dékány László
- Mészáros Lázár – Egri István
- Gróf Teleki – Győri Ernő
- Székely lány – Horváth Teri
- Klauzál Gábor – Koltay Gyula
- Móga – Kőmíves Sándor
- Nyáry Pál – Pécsi Sándor
- Vahot Imre – Várkonyi Zoltán
- Molnár Ferdinánd – Szabó Sándor
- Puchner – osztrák tábornok – Uray Tivadar
- Windischgrätz herceg – Timár József
- Madarász – Sinkovits Imre
- Báró Jósika Miklós – Tompa Sándor
- Pincér – Horváth Tivadar

### További szereplők
Árva János, Bagyinszky János, Bartos Gyula, Benkő Gyula, Bikády György, Bitskey Tibor, Dajbukát Ilona, Danis Jenő, Dárday Andor, Deák Sándor, Décsi Pál, Dénes György, Fehér Tibor, Földényi László, Forró Géza, Garics János, Gáti József, Hindi Sándor, Horváth Pál, Joó László , Justh Gyula, Kamarás Gyula, Kelemen Éva, Keleti László, Kemény László, Képessy József, Kohut Magda, Kovács János, Kovács Károly, Kozák László, Ladomerszky Margit, Makláry János, Pálos György, Papp János, Pártos Erzsi, Patassy Tibor, Raksányi Gellért, Rozsos István, Soós Imre, Tarsoly Elemér, Váradi Hédi, Velenczey István, Zenthe Ferenc